# مقاطعة لينينسكي، بيشكيك
منطقة لينين ( (بالقيرغيزية: Ленин району)‏،(بالروسية: Ленинский район)‏) هي مقاطعة العاصمة بشكيك في شمال قرغيزستان .قدر عدد سكانها بحوالي (198019) نسمة عام 2009. وهي تغطي الجزء الجنوبي الغربي من المدينة، تضم مستوطنة تشونغ-أريك من النوع الحضري وقرية أوتو ساي.

## التركيبة السكانية
ووفقاً لتعداد عام 2009، فإن التكوين العرقي (السكان المقيمين) في مقاطعة لينين هو:
| مجموعة عرقية | نسبة  |
| ------------ | ----- |
| قرغيز        | 75.4٪ |
| الروس        | 17.6٪ |
| التتار       | 0.9٪  |
| الكازاخ      | 0.9٪  |
| الأوزبك      | 0.8٪  |
| الكوريين     | 0.8٪  |
| مجموعات أخرى | 3.6٪  |